# 费岳多

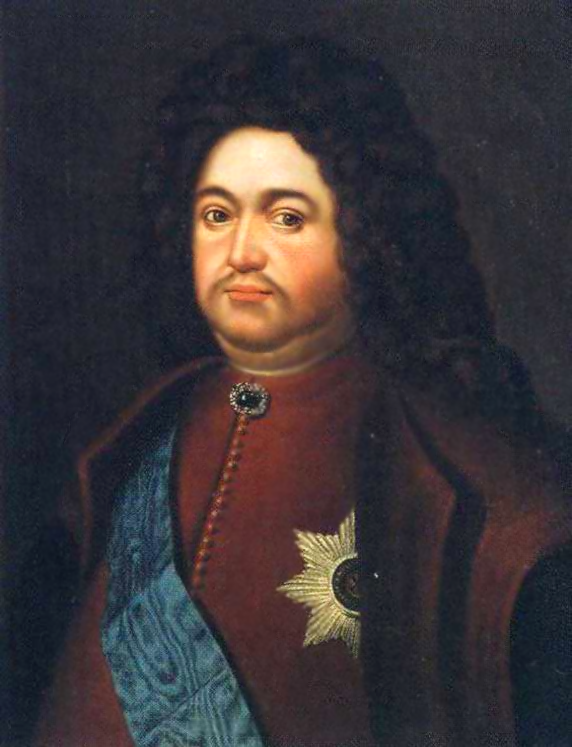

费奥多尔·阿列克谢耶维奇·戈洛温伯爵（俄语：Фёдор Алексе́евич Голови́н，1650年—1706年8月10日），是俄罗斯帝国最后一位波雅尔和第一位宰相。陆军元帅、海军大将（1700年）。他曾与清朝签订《尼布楚条约》。在《尼布楚条约》中以俄昆尼（穆麟德轉寫：o k῾ol ni）之名出现，《清史稿》则称其为费岳多。

## 生平
费岳多忠于彼得大帝，反对摄政的索非亚公主，尽管如此，他仍在1685年被任命为御前大臣，出使西伯利亚以解决雅克萨战役后的中国和俄国的边境争端。根据索非亚的命令，如果中国不接受谈判条件，戈洛文可以不经请示对中国展开军事行动，为此费岳多招募了近1500哥萨克人随行。
1687年，费岳多抵达色楞金斯克，他一方面支持噶尔丹进攻喀尔喀蒙古，一方面又直接出兵进攻布里亚特等当地蒙古部族，以巩固俄国对贝加尔湖以东地区的统治。1688年，费岳多遣使前往北京，提议在色楞格斯克举行两国会谈，中国清朝康熙帝遂派索额图等北上，但途中受阻于噶尔丹，未能成行。1689年7月，两国使臣终于在尼布楚会见，展开边界谈判。9月，双方达成一致，签订了尼布楚条约。费岳多虽未能为俄国争取到黑龙江以北至外兴安岭的土地，但是也成功保住了对贝加尔湖以东直到黑龙江流域，使其成为俄国在远东的重要据点。
当费岳多返回圣彼得堡时，彼得大帝已经成功地夺回政权。此后，费岳多深得彼得一世信任，在1699年后全面主管俄国外交，直到逝世。